# 西河 (耒水支流)
西河，是中国长江流域的一条河流，汇入耒水，属于湘江水系。河长136千米，流域面积1618平方千米，多年平均流量43立方米每秒。自然落差1126米。水能理论蕴藏量3万千瓦。